# Hendrik Methorst
Hendrik Methorst (Utrecht, 24 mei 1896 – Zeist, 10 januari 1969) was een kunstenaar en ontwerper die werkte in de stijl van de Amsterdamse School. 
Methorst maakt in zijn atelier onder andere sieraden, klokken en gebruiksvoorwerpen van koper, tin, brons, zilver en goud. Hij werkt zowel vrij als in opdracht en verkoopt ook kunst van anderen. Later ontwerpt hij ook meubels en interieurs en verkoopt in die branche de vooruitstrevende ontwerpen van zijn tijd. Uit die activiteiten komt het latere familiebedrijf De Klop voort.

## Loopbaan

### Leerperiode en Utrechts atelier
Methorst treedt in 1910 in de leer bij de Utrechtse Fabriek van Zilverwerken, een voorloper van Koninklijke Van Kempen & Begeer. In 1920 opent hij een eigen atelier in Utrecht. In deze periode voert Methorst vooral opdrachten uit voor de fabriek van Begeer en voor de kunstenaar Cris Agterberg. 

### AtelierDe Klopin Zeist
In 1925 verhuist het atelier naar Zeist. Het atelier krijgt ook een toonkamer, waar Methorst zijn werk verkoopt. Methorst maakt met het kloppen van zijn metaal veel lawaai en staat in de buurt bekend als "de Klopgeest". Daarnaar verwijzend doopt hij het atelier om tot De Klop.  Methorst verkoopt hier ook werk van andere kunstenaars zoals Jan Schonk en Cris Agterberg. In de jaren dertig legt Methorst zich meer toe op het ontwerpen van interieurs en het ontwerpen en maken van meubels. Daarnaast verkoopt hij meubelen van Gispen en stoffen van De Ploeg. In 1934 verhuist De Klop naar de Slotlaan.

### Politiek
In 1939 gaat Methorst de lokale politiek in en van 1939 tot 1941 zit hij in de gemeenteraad. Tijdens de Tweede Wereldoorlog raakt Methorst betrokken bij het verzet. Vanuit De Klop worden onder andere verzetskranten verspreid en er wordt voedsel ingezameld voor onderduikers. Van 1945 tot 1966 zit Methorst weer in de gemeenteraad, voor de SDAP en vooral de opvolger daarvan, de PvdA. Van 1962 tot 1966 is hij wethouder van cultuur en locoburgemeester van Zeist. In 1969 overlijdt Methorst in Zeist. 

### Familiebedrijf
Aan de Slotlaan ontwikkelt het bedrijf zich tot een zaak voor woninginrichting onder het keurmerk van de Stichting Goed Wonen, die streeft naar vernieuwing in de interieurinrichting. In de jaren zestig begint zoon Dick Methorst Finse mode en kunstnijverheid te verkopen. Anno 2016 is het familiebedrijf nog steeds gevestigd in hetzelfde pand, Slotlaan 127. Onder de naam De Klop Mode wordt nu Scandinavische mode verkocht. Het bedrijf wordt geleid door de derde generatie Methorst.